# Luke Garbutt
Luke Garbutt, né le 21 mai 1993 à Harrogate, est un footballeur anglais qui évolue au poste de défenseur à Salford City.

## Biographie
Le 1er juillet 2015, Garbutt signe un nouveau contrat de cinq ans avec Everton, ce qui le lie désormais au club jusqu'en 2020. Le 25 juillet suivant, il est prêté pour une saison au Fulham FC. Il dispute vingt-six matchs avant de réintégrer l'effectif des Toffees lors de l'été 2016. Le 16 août 2016, il est prêté pour cinq mois à Wigan Athletic. Il prend part à huit rencontres avec les Latics et retourne à Everton en janvier 2017.
Le 2 juillet 2018, Garbutt est prêté pour une saison à Oxford United, avec qui il inscrit quatre buts en trente-six matchs.
Le 12 juillet 2019, il est de nouveau cédé en prêt pour une saison, cette fois à Ipswich Town. Il inscrit six buts en trente matchs sous le maillot du club pensionnaire de League One. De retour de prêt, il est libéré par Everton à l'issue de son contrat le 30 juin 2020.
Le 22 septembre 2020, il s'engage pour un an avec le Blackpool FC.
Le 28 juin 2023, il rejoint Salford City.

## Statistiques
| Saison                | Club                     | Championnat           | Championnat | Championnat | Coupe(s) nationale(s) | Coupe(s) nationale(s) | Compétition(s) continentale(s) | Compétition(s) continentale(s) | Compétition(s) continentale(s) | Total | Total |
| Saison                | Club                     | Division              | M.          | B.          | M.                    | B.                    | Comp.                          | M.                             | B.                             | M.    | B.    |
| 2012-2013             | Everton FC               | Premier League        | -           | -           | 1                     | 0                     | -                              | -                              | -                              | 1     | 0     |
| 2013-2014             | Everton FC               | Premier League        | 1           | 0           | -                     | -                     | -                              | -                              | -                              | 1     | 0     |
| 2014-2015             | Everton FC               | Premier League        | 4           | 0           | 1                     | 0                     | C3                             | 5                              | 0                              | 10    | 0     |
| Sous-total            | Sous-total               | Sous-total            | 5           | 0           | 2                     | 0                     | -                              | 5                              | 0                              | 12    | 0     |
| 2011-2012             | Cheltenham Town (prêt)   | League Two            | 34          | 2           | 3                     | 0                     | -                              | -                              | -                              | 37    | 2     |
| 2013-2014             | Colchester United (prêt) | League One            | 19          | 2           | 1                     | 1                     | -                              | -                              | -                              | 20    | 3     |
| 2015-2016             | Fulham FC (prêt)         | Championship          | 25          | 1           | 1                     | 0                     | -                              | -                              | -                              | 26    | 1     |
| 2016-2017             | Wigan Athletic (prêt)    | Championship          | 8           | 0           | -                     | -                     | -                              | -                              | -                              | 8     | 0     |
| 2018-2019             | Oxford United (prêt)     | League One            | 25          | 4           | 11                    | 0                     | -                              | -                              | -                              | 36    | 4     |
| 2019-2020             | Ipswich Town (prêt)      | League One            | 28          | 5           | 2                     | 1                     | -                              | -                              | -                              | 30    | 6     |
| Sous-total            | Sous-total               | Sous-total            | 139         | 14          | 18                    | 2                     | -                              | 5                              | 0                              | 162   | 16    |
| 2020-2021             | Blackpool FC             | League One            | 34          | 4           | 4                     | 0                     | -                              | -                              | -                              | 38    | 4     |
| 2021-2022             | Blackpool FC             | Championship          | 17          | 0           | 2                     | 0                     | -                              | -                              | -                              | 19    | 0     |
| 2022-2023             | Blackpool FC             | Championship          | 8           | 0           | -                     | -                     | -                              | -                              | -                              | 8     | 0     |
| Sous-total            | Sous-total               | Sous-total            | 59          | 4           | 6                     | 0                     | -                              | -                              | -                              | 65    | 4     |
| Total sur la carrière | Total sur la carrière    | Total sur la carrière | 203         | 18          | 26                    | 2                     | -                              | 5                              | 0                              | 234   | 20    |

## Palmarès

### En sélection
- Angleterre -17 ans
  - Vainqueur du Championnat d'Europe en 2010.